# بروفيلو كاربوجنينو
بروفيلو كاربوجنينو هي بلدية في مقاطعة فربانو كوزيو أوسولا في منطقة بيدمونتي الإيطالية. وتقع هذه البلدية على بعد حوالي 100 كيلومتر (62 ميل) شمال شرق تورينو وعلى بعد حوالي 14 كيلومتر (9 ميل) جنوب غرب فربانيا. في31 ديسمبر 2004، بلغ عدد سكانها 607 نسمة، وبلغت مساحتها 8.3 كيلومتر مربع (3.2 ميل مربع).
ويحد بلدية بروفيلو كاربوجنينو البلديات التالية: أرمينو وجينيازا وليسا وماسينو فيسكونتي وستريسا.

## روابط خارجية
- الموقع الرسمي